# Golpe de Estado en Burundi de julio de 1966
El Golpe de Estado en Burundi de julio de 1966 fue un golpe de palacio ocurrido el 8 de julio de ese año, que derrocó al gobierno leal al Rey Mwambutsa IV y lo reemplazó por el de su hijo Ntare V.
Fue el segundo Golpe de Estado ocurrido en Burundi desde su independencia de Bélgica en 1962, siendo el primer exitoso, tras el fracaso del intento de golpe de Estado en octubre del año anterior.

## Antecedentes
Tras lograr su Independencia de Bélgica en 1962, el Reino de Burundi promulgó una constitución con amplias libertades civiles, que permitieron el desarrollo de una democracia multipartidista. Sin embargo, rápidamente el Rey (Mwami) Mwambutsa IV ejerció sus poderes constitucionales hasta la extenuación, lo cual enfureció a los hutus, la etnia mayoritaria del país. Por otra parte, la violencia étnica entre hutus y tutsis se disparó entre 1963 y 1965; el evento más significativo de esta escalada de violencia fue el asesinato del primer ministro hutu Pierre Ngendandumwe el 15 de enero de 1965.
En las elecciones generales de 1965 los hutus obtuvieron la mayoría de escaños en el Parlamento, pero el Rey ignoró los mecanismos constitucionales y designó a su propio gobierno, liderado por el primer ministro Léopold Biha (De la etnia Ganwa, que se suele enmarcar en la etnia tutsi), con la esperanza de retener el poder la monarquía. La tensión alcanzó un punto máximo cuando el 18 de octubre de 1965 un grupo de soldados hutus lanzaron un intento de golpe de Estado. Aunque fracasó, Mwambutsa huyó a Europa.

## Eventos

### Preludio
El 24 de marzo de 1966, poco después de exiliarse, Mwambutsa delegó sus poderes reales en su hijo, el príncipe heredero Charles Ndizeye, de 18 años.Entre tanto, los jóvenes oficiales del ejército, los funcionarios públicos subalternos y las bandas de organizaciones juveniles radicales (todos ellos en su mayoría tutsis) se volvieron cada vez más conscientes de la influencia que habían ganado en el gobierno; de entre estos grupos, de los militares, liderado por el capitán Michel Micombero, era predominante. Los intelectuales y radicales tutsis, liderados por Gilles Bimazubute, comenzaron a pedir la destitución del gobierno de Biha y la abolición de la monarquía.

### Desarrollo
El golpe de julio de 1966 se planeó como una contrarreacción extrema de los tutsis contra lo que consideraban las peligrosas tendencias moderadas de Mwambutsa al intentar equilibrar las demandas hutus y tutsis en el gobierno.
Finalmente, el 8 de julio de 1966, las fuerzas leales a Ndizeye derrocaron al gobierno leal a Mwambutsa encabezado por el primer ministro Biha. Ndizeye anunció que asumiría el cargo de Jefe de Estado de Burundi, a la vez que suspendió la Constitución, destituyó a Biha y pidió al Capitán Micombero, de 26 años, que había desempeñado un papel trascendental en la ejecución del Golpe, que formara un nuevo gobierno. El 12 de julio, Micombero asumió el puesto de primer ministro. Tras el golpe, Ntare prometió a Burundi un liderazgo fuerte, medidas anticorrupción y una nueva constitución.
El 1 de septiembre del mismo año, Ndizeye se hizo coronar formalmente como Mwami Ntare V.

## Secuelas
A pesar del éxito aparente que significó el golpe para las pretensiones de la etnia tutsi de perpetuar su poder, pronto surgió tensión entre Ntare, que quería gobernar activamente como monarca, y el gobierno de Micombero, que se había alineado para reformar el país y veía innecesario el involucramiento del rey en el gobierno nacional.
Menos de cinco meses después, el primer ministro Micombero encabezó un tercer Golpe de Estado el 28 de noviembre que derrocó a Ntare. Micombero abolió la monarquía y declaró a Burundi una República. Esto le permitió a Micombero establecer una dictadura militar con la Unión para el Progreso Nacional (UPRONA) como único partido político legal, situación que perduraría hasta su propio derrocamiento mediante un golpe de Estado en 1976. Por su parte, Ntare V huyó al exilio a Uganda, pero regresó a Burundi en 1972, momento en el cual fue asesinado en circunstancias que todavía no se han aclarado del todo, durante la violencia genocida de ese año.